# Måltidspedagogik
Måltidspedagogik är lärandet om och med mat och måltider integrerat i den pedagogiska verksamheten med stöd i såväl förskolans läroplan som de nationella folkhälso- och miljökvalitetsmålen.
Första gången begreppet nämns i litteraturen är troligtvis i en dansk rapport från 2007 som tar upp begreppet i samband med utbildning i näringslära. I Sverige introducerades begreppet av Hanna Sepp i boken "Måltidspedagogik- mat- och måltidskunskap i förskolan". 
I Livsmedelsverkets reviderade råd för förskolans måltider ”Bra mat i förskolan”  är måltidspedagogik med som en viktig del av förskolans verksamhet. Det bedrivs forskning vid Högskolan Kristianstad i ämnet (2016).